# كريستيانو بيريرا دي سوزا
كريستيانو بيريرا دي سوزا (هانغل: 크리스티아누 페헤이라 지 소자) (بالبرتغالية: Brasília‏) هو لاعب كرة قدم برازيلي وكوري جنوبي في مركزي الوسط والهجوم، ولد في 28 يوليو 1977 في برازيليا في البرازيل. لعب مع أولسان هيونداي وأولمبياكوس نيقوسيا وإنيرجي كوتبوس وبوغون شتشين وبوهانغ ستيلرز وجونبك هيونداي موتورز وزاغويمبيه لوبين وسانتو أندريه وفيتوريا دي غيماريش وفيسوا كراكوف ونادي إيتوانو ونادي بوا إيسبورت ونادي بيلينينسش ونادي سبورت ريسيفه ونادي سي آر بي ونادي ليتشويس.

## وصلات خارجية
- كريستيانو بيريرا دي سوزا على موقع دوري كوريا الجنوبية (الإنجليزية)
- كريستيانو بيريرا دي سوزا على موقع قاعدة بيانات كرة القدم.إي يو (الإنجليزية)
- كريستيانو بيريرا دي سوزا على موقع بيانات كرة القدم. دي إي (الألمانية)
- كريستيانو بيريرا دي سوزا على موقع Soccerway.com (الإنجليزية)
- كريستيانو بيريرا دي سوزا على موقع عالم كرة القدم.نت (الإنجليزية)